# アラン・カラエフ
アラン・カラエフ（ロシア語: Алан Караев, ラテン文字転写: Alan Karaev、1977年5月19日 - ）は、ロシアの男性総合格闘家。北オセチア共和国出身。マルプロジム所属。
握力は150kg。元キックボクサーのルスラン・カラエフは従兄弟。

## 来歴
アマチュア相撲とアームレスリングの世界選手権で優勝。
2005年3月26日、プロデビュー戦となったHERO'S旗揚げ戦でゲーリー・グッドリッジと対戦し、前腕チョーク（HERO'Sの公式記録はギロチンチョーク）で一本負け。
2005年7月6日、HERO'Sでボブ・サップと対戦し、左ストレートでKO負け。
2005年12月31日、K-1 PREMIUM 2005 Dynamite!!でジェロム・レ・バンナとHERO'Sルールで対戦し、左ミドルキックで2RKO負け。試合後、意識不明に陥り、医師も慌てるほど危険な重体のまま救急車で病院に運ばれ、生死の境を彷徨ったことが同大会に出場していた大山峻護のブログにて明かされた。その後、2006年1月2日、意識を取り戻し、一命を取り留めた。
2006年2月26日、初参戦となったビッグマウス・ラウドのメインイベントで柴田勝頼と対戦し、アキレス腱固めで一本負け。
2006年3月22日、「BIG MOUTH ILLUSION III」に出場予定であったが、ビザの関係で来日できず欠場となった。
2006年4月19日、「BIG MOUTH ILLUSION IV」で臼田勝美と対戦し、アイアンクロースラムからの体固めで勝利。

## 戦績
| 総合格闘技 戦績 | 総合格闘技 戦績 | 総合格闘技 戦績 | 総合格闘技 戦績 | 総合格闘技 戦績 | 総合格闘技 戦績 | 総合格闘技 戦績 |
| --------------- | --------------- | --------------- | --------------- | --------------- | --------------- | --------------- |
| 5 試合          | (T)KO           | 一本            | 判定            | その他          | 引き分け        | 無効試合        |
| 2 勝            | 1               | 1               | 0               | 0               | 0               | 0               |
| 3 敗            | 2               | 1               | 0               | 0               | 0               | 0               |

| 勝敗 | 対戦相手               | 試合結果                         | 大会名                                                 | 開催年月日     |
| ○    | 金親幸嗣               | 1R 3:09 V1アームロック           | MARS in 有明                                           | 2006年2月4日   |
| ×    | ジェロム・レ・バンナ   | 2R 1:14 KO（左ミドルキック）     | K-1 PREMIUM 2005 Dynamite!!                            | 2005年12月31日 |
| ○    | 橋本友彦               | 1R 0:27 TKO（右フック→パウンド） | D.O.G III                                              | 2005年9月17日  |
| ×    | ボブ・サップ           | 1R 3:44 KO（左ストレート）       | HERO'S 2005 ミドル級世界最強王者決定トーナメント開幕戦 | 2005年7月6日   |
| ×    | ゲーリー・グッドリッジ | 1R 2:58 前腕チョーク             | HERO'S                                                 | 2005年3月26日  |

## 獲得タイトル
- アームレスリング 世界選手権 8回制覇
- 腕相撲 ロシア選手権 優勝
- アマチュア相撲 ロシア選手権ヘビー級 優勝
- アマチュア相撲 ロシア選手権スーパーヘビー級 優勝
- 第11回世界相撲選手権大会無差別級 優勝
- 第15回世界相撲選手権大会無差別級 優勝